# Хердеген фон Грюндлах
Хердеген фон Грюндлах (на немски: Herdegen von Grundlach; de Grinedla; * 1218, Грюндлах, днес Гросгрюндлах, част от Нюрнберг; † 1285) е благородник от знатната фамилия „Грюндлах“ от Нюрнберг и имперски министериал.

## Произход и наследство
Той е син на имперския министериал Хердеген фон Грюндлах († 11 декември 1272), който е брат на Луполд, епископ на Бамберг.
Баща му създава доминиканския манастир Фрауенаурах в Ерланген през 1267 г.
Ок. 1314/1315 г. Грюндлахите измират по мъжка линия и единствена наследничка е внучката му Маргарета фон Грюндлах. Тя и нейният съпруг, граф Готфрид II фон Хоенлое-Браунек, трябва да заложат през 1323 г. голяма част от собственостите на бургграф Фридрих IV фон Нюрнберг и да продат през 1326 г.
Линията фон Берг-Хертингсберг изчезва през 1464 г.

## Фамилия
Хердеген фон Грюндлах се жени за Ирментрудис († ок. 1279). Те имат децата:
- Хедвиг фон Грюндлах († между 18 октомври 1283 и 15 септември 1288), омъжена за Улрих фон Шлюселберг († 1288)
- Хердеген фон Грюндлах († сл. 6 септември 1306), женен за София († сл. 11 февруари 1290), имат две дъщери:
  - Маргарета фон Грюндлах († сл. 3 септември 1351), омъжена пр. 26 юли 1311 г. за Готфрид II фон Хоенлое-Браунек, господар на Грундлах († 1354)
  - София фон Грюндлах, омъжена на 20 май 1300 г. (лиценз) за роднината си 4. град Улрих II фон Рехберг († сл. ноември 1326), господар на Хоенрехберг

Той има незаконен син:
- Луполд фон Грюндлах († сл. 1293), капитулар във Вюрцбург